# Folklore (tidskrift)
Folklore, Journal of Folklore, är en elektronisk tidskrift som startades 1996 vid Institutionen för estländska språk vid det statliga Estonian Literary Museum i Tartu i Estland. Tidskriften behandlar folklore, folktro och relaterade fält från olika nationer.